# Fuoco dal cielo
Fuoco dal cielo (titolo orig. Fire from Heaven) è un romanzo storico di Mary Renault, pubblicato nel 1969. Incentrato sull'infanzia e la giovinezza di Alessandro Magno, è stato una delle maggiori ispirazioni per il film Alexander di Oliver Stone. Ha avuto due seguiti: Il ragazzo persiano del 1972, che narra la conquista di Alessandro dell'impero persiano,  e Giochi funerari del 1981, che racconta le conseguenze della sua morte, col lento disgregarsi del grande impero alessandrino.
Il romanzo è stato finalista del "Lost Man Booker Prize", un premio attribuito retrospettivamente nel 2010 per quei libri che, in seguito a un cambiamento di regole, non poterono mai essere candidati al Booker Prize.

## Trama
Il romanzo ritrae il complicato rapporto di Alessandro con il padre, Filippo II di Macedonia, e sua madre Olimpiade, la sua formazione sotto la guida di Aristotele, e la sua devozione al suo compagno Efestione, raffigurato sia come amante che come amico intimo. Il romanzo contiene un controverso ritratto del oratore ateniese Demostene, descritto come arrogante, vile e vendicativo. Il romanzo si conclude con l'assassinio di Filippo, con Alessandro pronto a iniziare la sua carriera di conquiste.

## Edizione italiana
- Fuoco dal cielo, traduzione di Maria Grazia Bosetti, con uno scritto di Daniel Mendelsohn, Collana Oscar Cult, Milano, Arnoldo Mondadori Editore, 31 gennaio 2023,  p. 444, ISBN 978-88-047-5133-5.